# 东镇庙
东镇庙，位于山东省潍坊市临朐县沂山，奉祀沂山山神，是中华人民共和国文物保护单位之一。
2006年12月7日，授予山东省文物保护单位，是一座古建筑。2019年10月，列入第八批全国重点文物保护单位。